# Huang Xiang
Huang Xiang (Xian de Guidong, província de Hunan, República Popular de la Xina, 26 de desembre de 1941) és considerat un dels grans poetes de la Xina de segle xx, un dels poetes preeminents de la post Revolució Cultural xinesa, i un mestre de la cal·ligrafia.

## Biografia
Huang Xiang va néixer el 26 de desembre de 1941 a Xian de Guidong, província de Hunan, (Xina), en el mateix moment que un incendi assotava la ciutat. El 1951 el seu pare va ser executat en un camp de concentració a la vora de Pequín. A finals de la dècada dels 50 començà a publicar la seva obra poètica, i així esdevingué el membre més jove (de només 17 anys) de l'Associació Xinesa d'Escriptors. A causa dels seus orígens familiars i de la seva defensa de la llibertat d'expressió i els drets humans, va ser detingut i empresonat un total de sis vegades entre els anys 1959 i 1995, i va passar un total de 12 anys a la presó. L'any 1965 fou detingut i se li prohibí escriure i llegir: els seus escrits han estat prohibits a la Xina durant 40 anys. L'any 1978 fundà la revista literària Il·lustració, i viatjà a Pequín per a publicar els seus poemes en cartells de mida gran, que van ser coneguts pel nom de Mur de la Democràcia. A finals dels 70 publicà una carta oberta al president nord-americà Jimmy Carter on tractava el tema dels drets humans a la República Popular de la Xina: la carta va ser exposada públicament a la Plaça de Tian'anmen i ca captar l'atenció internacionals sobre els drets humans a la Xina.
L'any 1997, després de molts arrestos, més de dotze anys a presons xineses, on fou torturat, i haver estat al corredor de la mort en dues ocasions, s'exilià als Estats Units. L'any 2007 rebé el Hellman/Hammett Grant, concedit per l'organització Human Rights Watch a escriptors víctimes de persecució política.

## Obra
És autor de més de 20 llibres de poesia, que han estat traduïts a diversos idiomes. A més a més, la seva creació abraça també la pintura, en el projecte Century Mountain: fent parella artística amb el pintor nord-americà William Rock, Huang Xiang ha participat en la creació de llenços amb retrats de personatges rellevants (pintats per Rock) que el poeta ha completat amb un poema pintat sobre el llenç amb cal·ligrafia xinesa.
La mostra Century Mountain visità la ciutat de Tarragona l'any 2010, on el poeta participà de diferents actes.